# 小行星3412
小行星3412（英語：3412 Kafka）是一颗围绕太阳公转的小行星。1983年1月10日，R. L. Kirk、D. J. Rudy在帕洛马山发现了此天体。
这颗小行星的绝对星等为117.24003560973等。